# Lou Scheper-Berkenkamp
Lou Scheper-Berkenkamp (née le 15 mai 1901 à Wesel sous le nom de Hermine Luise Berkenkamp et décédée le 11 avril 1976 à Berlin) est une peintre allemande, coloriste pour l'architecture, auteure avant-gardiste de livres pour enfants, illustratrice et costumière.

## Formation
Lou Berkenkamp fréquente une haute école à Essen et passe l'Abitur (baccalauréat) en 1920, ce qui n'est pas courant pour les jeunes filles de cette époque. Après le lycée, elle fréquente la Viktoria-Schule à Essen, un lycée de filles avec un enseignement moderne. Hermine Louise Berkenkamp, ou Lou, comme on l'appelle, veut étudier la médecine ou la philologie allemande. Mais son professeur d'art, Margarete Schall, (1896-1939) remarque son talent pour les couleurs et la peinture et lui conseille de s'inscrire à l'école du Bauhaus, institution qu'elle va elle-même fréquenter.

### Le Bauhaus

Cercle chromatique Johannes Itten 1961.

Lou Berkenkamp est acceptée à l'essai au Bauhaus de Weimar en 1920, sur base de son dossier car elle n'a pas encore de réelle formation artistique. Elle y est l'élève de Johannes Itten, Lyonel Feininger, Paul Klee et Georg Muche.
Après le cours préliminaire, elle réussit à entrer dans l’atelier de peinture murale, malgré l'avis de Walter Gropius, le directeur, qui redoute que les femmes prennent la place des hommes. Dans sa promotion, ils seront 5 femmes et 5 hommes. À la suite de quelques difficultés dans la direction de l'atelier, les étudiants mènent leurs premiers projets de façon très autonome et peignent la cantine et les couloirs de l'école d'un style assez chaotique. Itten le fera repeindre, au grand dam des étudiants, et dirigera le projet suivant, pour l'atelier de poterie du Bauhaus à Dornburg, suivant un concept précis.
Elle participe avec Hinnerk Scheper (de) à la conception des murs de la Maison Sommerfeld, le premier projet commun du Bauhaus, aujourd'hui disparue.
En dehors de la peinture murale, son travail oscille entre imaginaire et réalité, ironie et mélancolie et s’immisce dans différents genres: la peinture, le dessin, les illustrations pour enfants mais aussi l’écriture. Elle est aussi une coloriste passionnée. Elle estime que tout le design ne doit pas nécessairement être fonctionnel. C'est pourquoi son travail est très libre et ne correspond pas forcément à l'idée que nous nous faisons aujourd'hui du Bauhaus. En revanche, dans sa conception des couleurs, apparaît bien l'idée bauhaussienne de l'union des arts dans la construction architecturale 
Le 24 décembre 1922, elle épouse Hinnerk Scheper. Jan Gisbert, le premier enfant du couple naît l'année suivante, Britta (1926) et Dirk (1938) viennent ensuite agrandir la famille.

## Vie professionnelle
Elle quitte le Bauhaus en 1923, pour se consacrer à son travail auprès de son mari et pratiquer son art en indépendante.
En 1925, la famille déménage à Dessau où Hinnerk Scheper va occuper le poste de professeur de peinture murale au Bauhaus.
Lou y est alors une « épouse de maître » et la famille habite dans une des maisons de maîtres du Bauhaus.
Lou Scheper-Berkenkamp travaille - sans en être membre - dans l'atelier théâtral du Bauhaus dirigé par Oskar Schlemmer. Elle y crée de costumes, chorégraphies, décors et marionnettes pour le "Triadisches Ballett " (ballet triadique), créé en 1922 à Stuttgart, puis développé par Oskar Schlemmer en 1926 avec la musique de Paul Hindemith. Elle conçoit et réalise aussi des costumes et des décors pour les pièces « Ojdar » et « Circus ».
Le couple Scheper voyage aux Pays-Bas, en Suisse en Italie et en Yougoslavie comme en témoignent les lettres illustrées enthousiastes que Lou envoie à Gunta Stölzl qui est alors responsable de l'atelier textile du Bauhaus.
Pendant ce temps, elle crée également un certain nombre de livres pour enfants. La famille Scheper restera associée au Bauhaus jusqu'à sa fermeture en 1933 et au-delà.

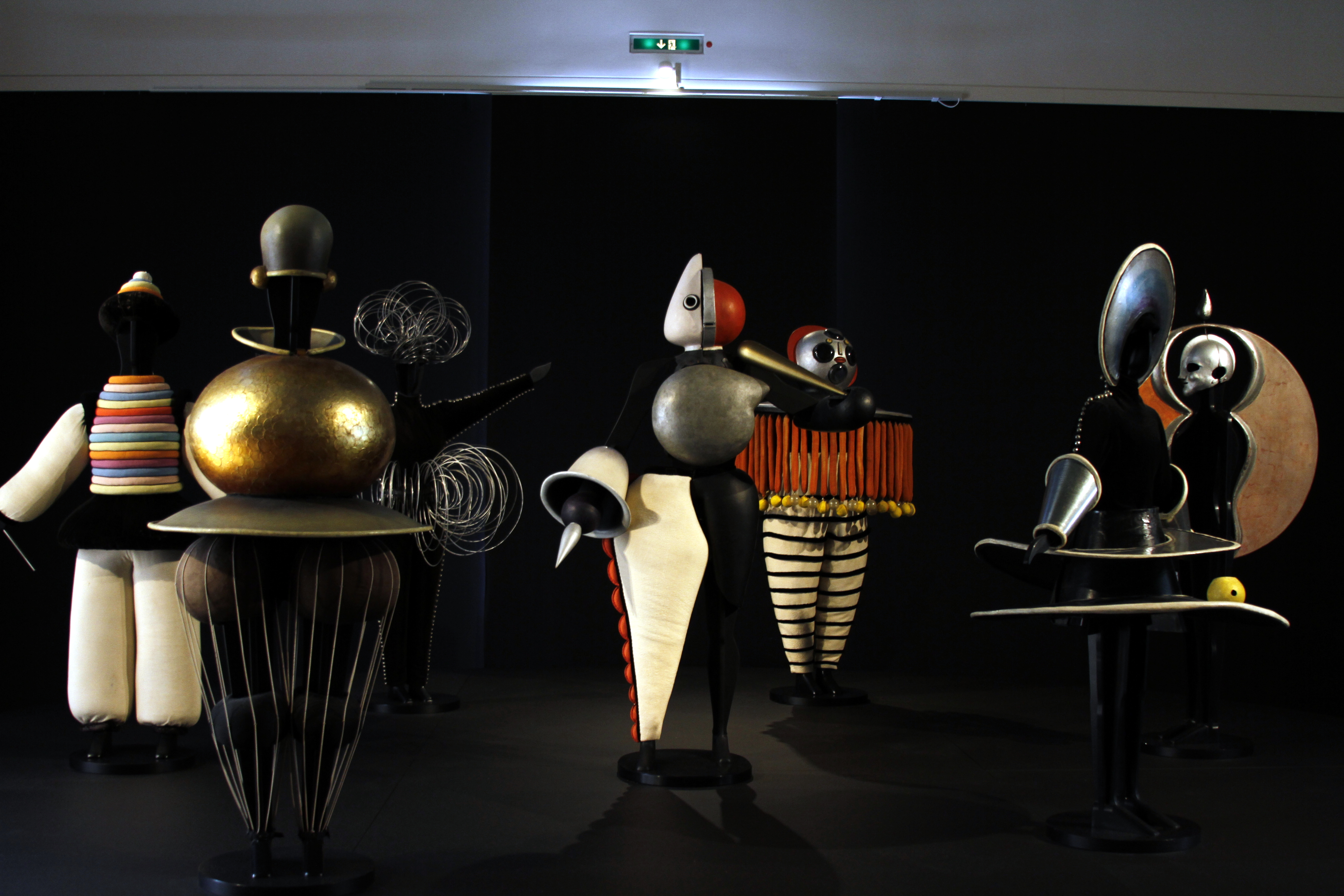
Figurines du Ballet Triadique à la Staatsgalerie Stuttgart
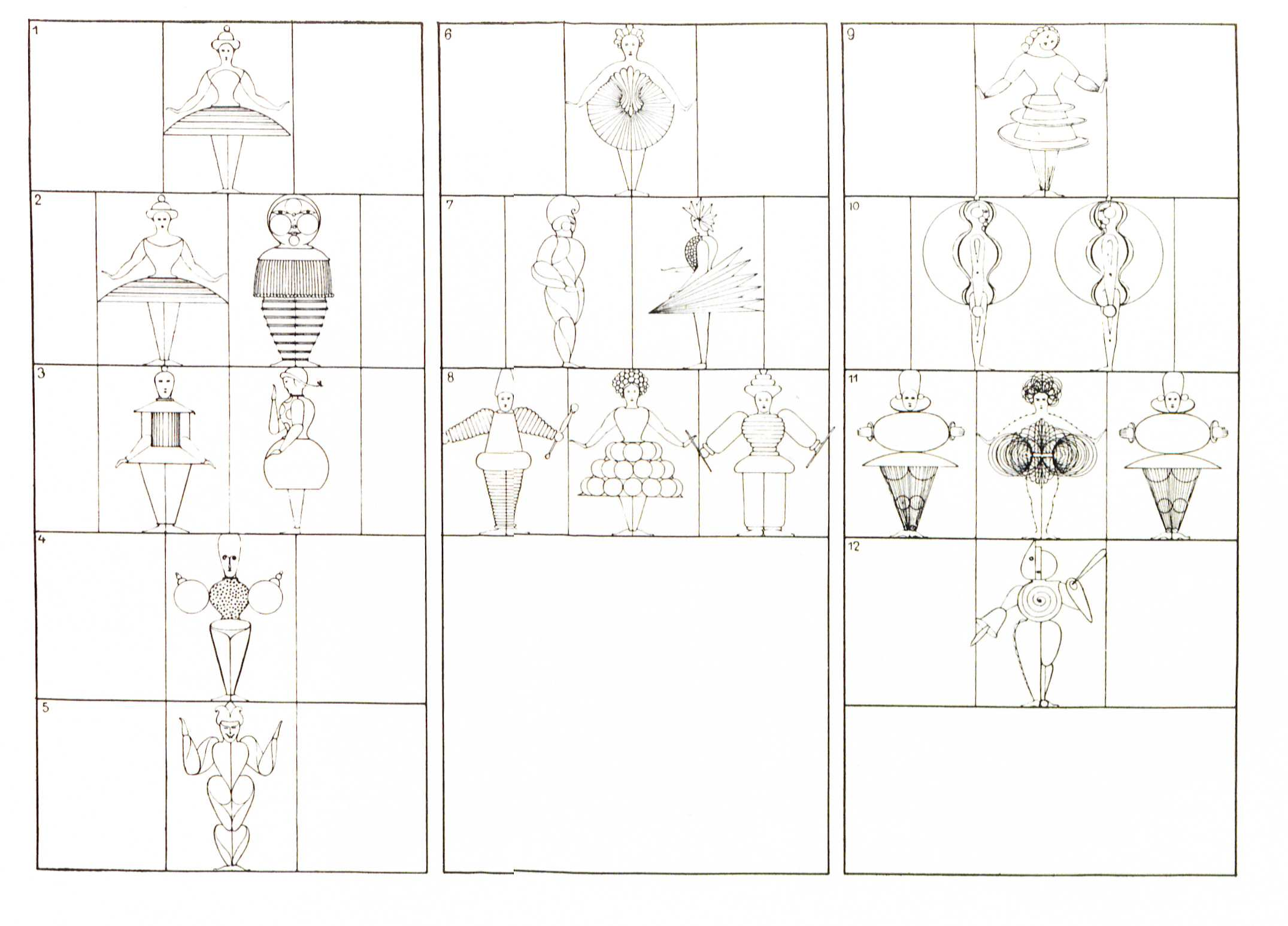
Chorégraphie Ballet triadique

### Moscou de 1929 à 1931

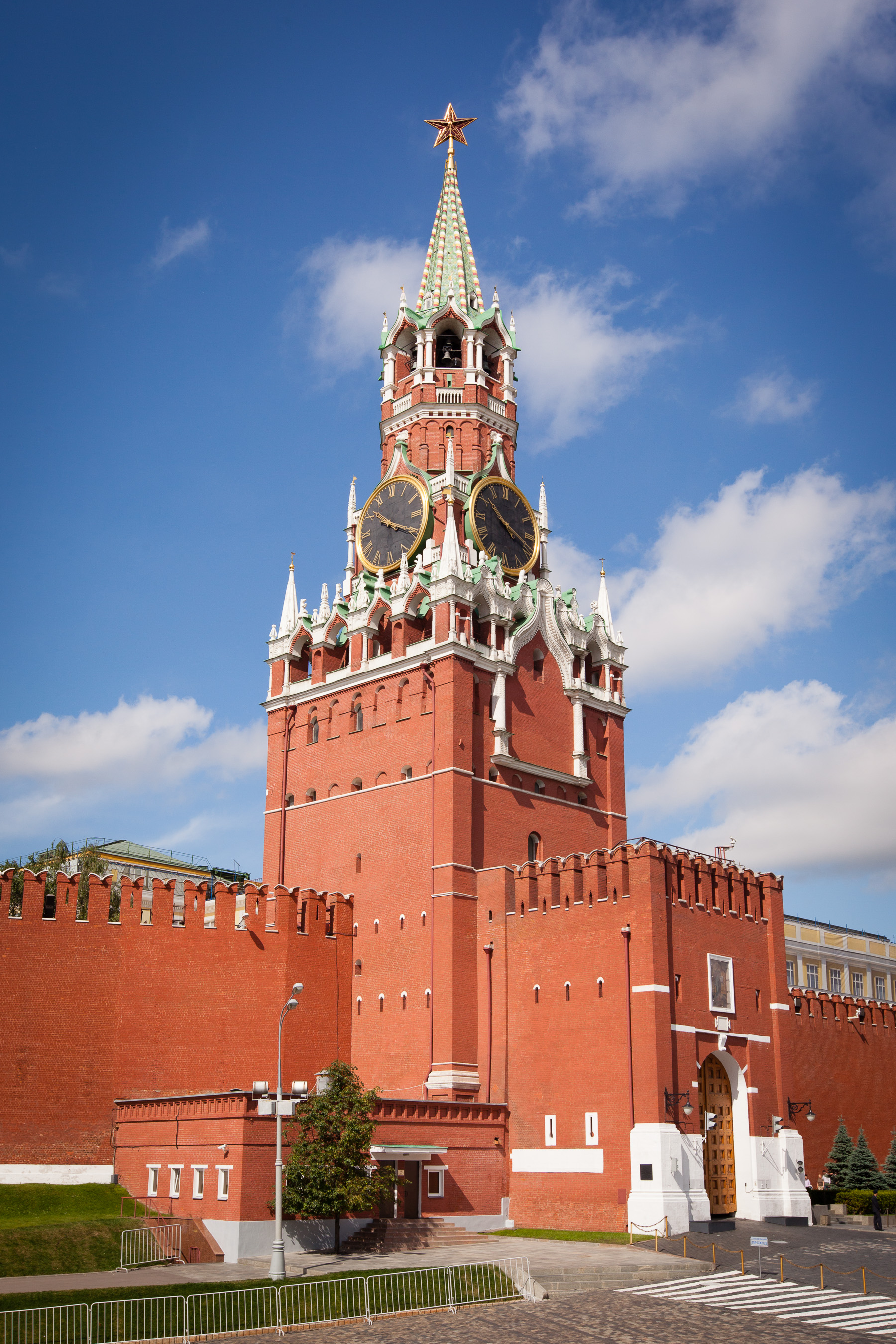
Tour du Rédempteur du Kremlin de Moscou.

De juillet 1929 à août 1930, Lou Scheper-Berkenkamp accompagne son mari à Moscou, où il travaille à la création d'un «Centre consultatif pour la couleur dans l’architecture et le paysage urbain» en sa qualité de spécialiste des couleurs. Elle élabore avec lui des schémas de couleurs et écrit des articles pour l'hebdomadaire germanophone local «Moskauer Rundschau». Elle y capture la vie quotidienne des gens dans la grande ville, réalise des collages inspirés par les figures du Ballet triadique, utilisant les formes de base cercle, triangle et carré et peint les scènes de rue à l'encre et avec des couleurs opaques. Ce travail abstrait s'oppose à la standardisation de l'architecture et des citoyens soviétiques.

### Les années du nazisme
Les nazis empêchent Hinnerk d'adhérer à l'Association des photojournalistes allemands du Reich, ce qui prive la famille de cette source de revenus. Le couple se concentre alors sur le design des couleurs de bâtiments publics, des peintures murales et des travaux de restauration.
Pendant que son mari fait son service militaire en Allemagne de 1942 à 1945, Lou s'occupe seule de la famille. La famille a survécu aux années de guerre dans un isolement complet.

### Après la Seconde Guerre mondiale
À la fin de la guerre, Lou Scheper-Berkenkamp, ses enfants et ses parents, dont la maison a été détruite, sont à Badbergen. En 1945, le magistrat de Berlin a nommé Hinnerk Scheper comme conservateur de monuments et conservateur de l'État de Berlin.
À partir de ce moment, elle se consacre à nouveau à son travail artistique et crée des livres pour enfants dont certains sont devenus des classiques de la littérature enfantine (“Die Geschichten von Jan und Jon und von ihrem Lotsenfisch” (Les histoires de Jan et John et de leur poisson pilote) (1947), publié en 1948 par l'éditeur Ernst Wunderlich, à Leipzig . De nouvelles éditions d'autres livres ont republiées par les Archives du Bauhaus à Berlin.
En 1950/51, elle participe à des expositions de livres illustrés originaux dans les "Amerikahaüsern" (maisons américaines, institutions américaines établies vers 1950 en Allemagne de l'Ouest) à Cassel, Darmstadt, Francfort, Giessen, Marbourg et Wiesbaden .

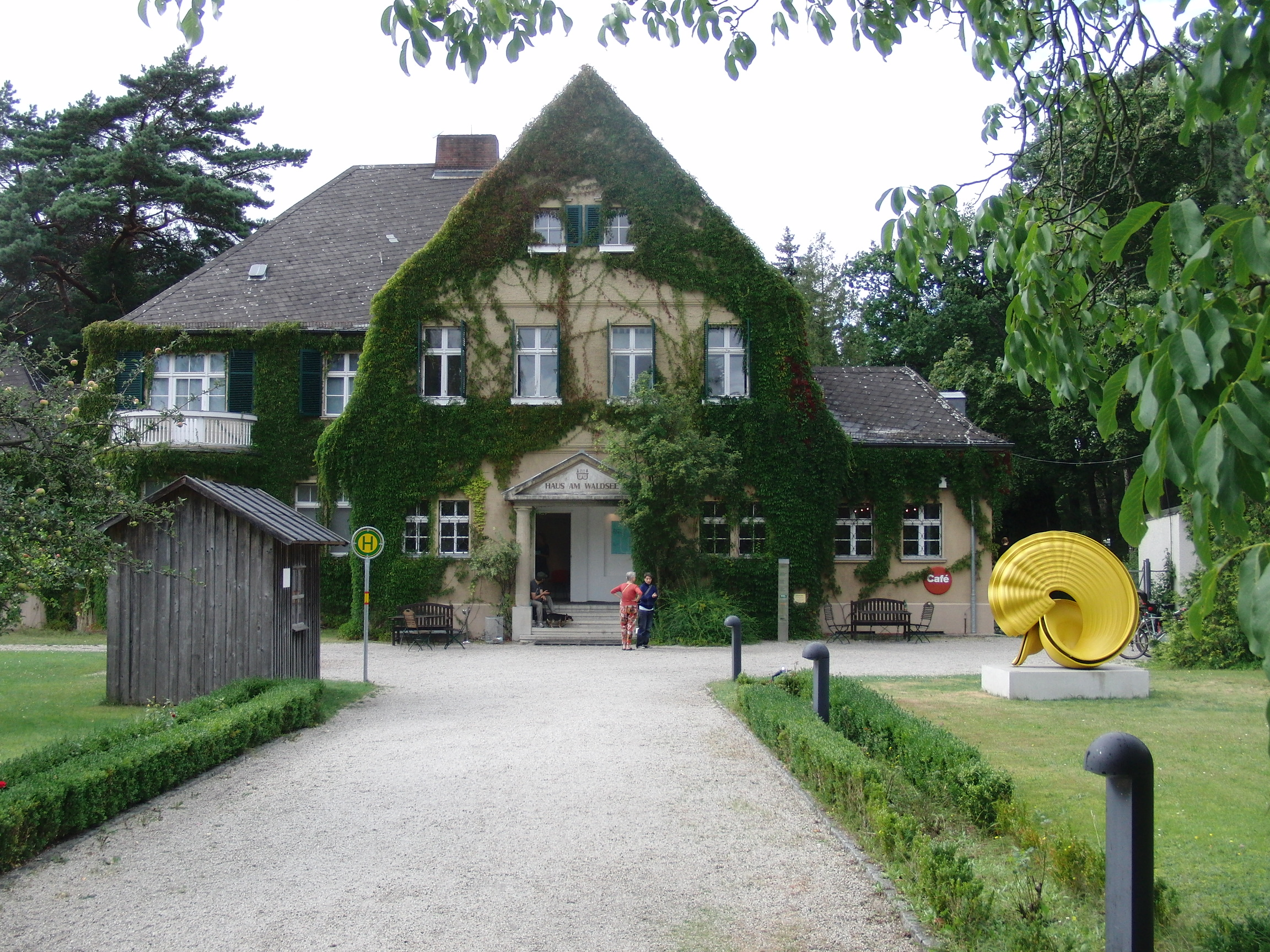
Maison au Waldsee, Berlin.

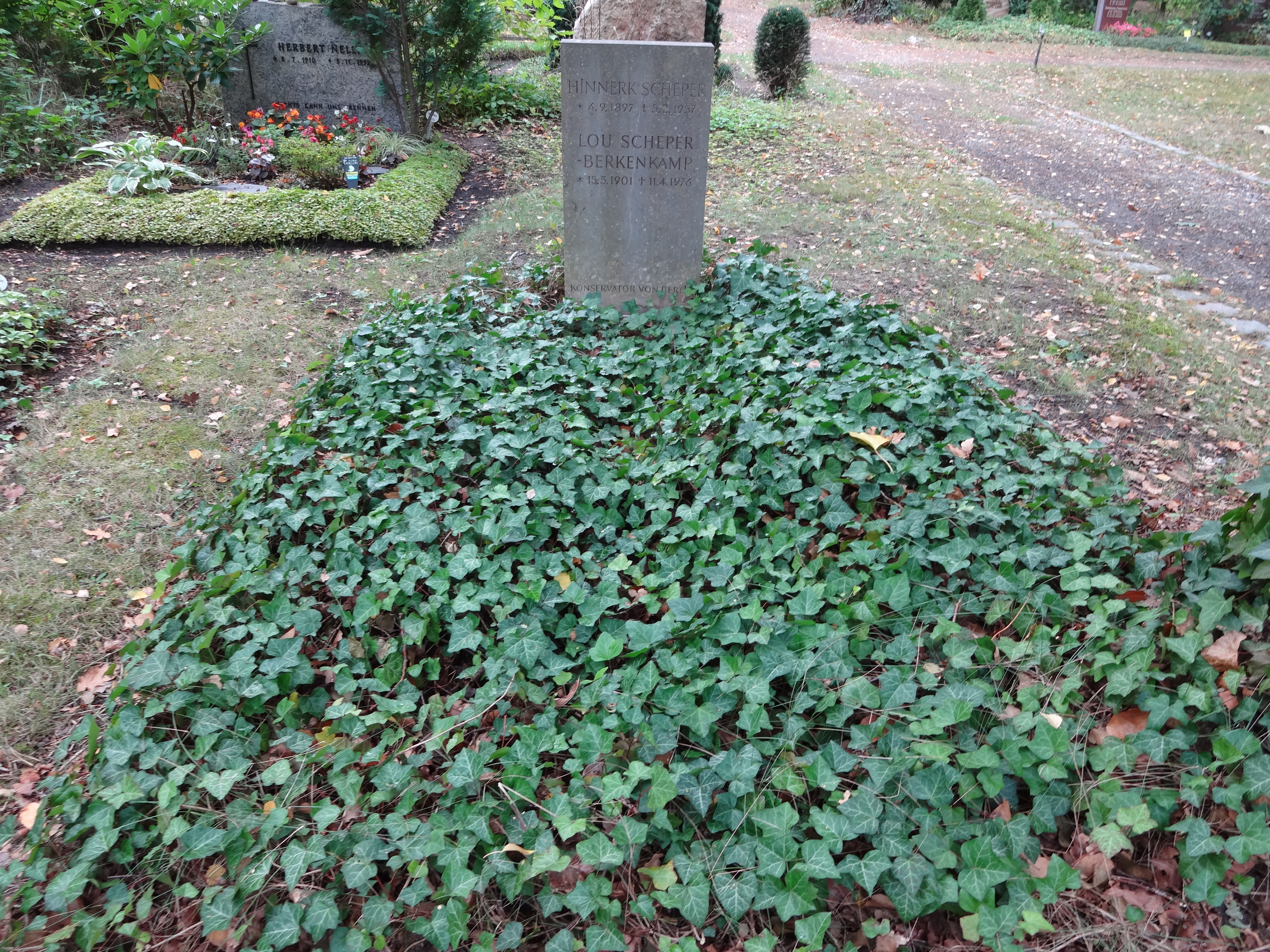
Tombe de Scheper-Berkenkamp au cimetière Waldfriedhof Zehlendorf, Berlin

### Retour au travail de la couleur dans l'architecture
En 1951, Lou Scheper-Berkenkamp co-fonde l'Association berlinoise d'artistes "Der Ring". Elle en est membre du conseil d'administration jusqu'en 1970.
Elle expose avec ses collègues artistes pendant plusieurs années à la " Haus am Waldsee " de Berlin-Zehlendorf ,. Outre de nombreuses participations à des expositions en République fédérale d'Allemagne et à l'étranger, Lou Scheper-Berkenkamp est activement impliqué dans le « Berufsverband Bildender Künstler » (Association professionnelle des artistes visuels) à Berlin jusqu'en 1970. Entre 1956 et 1969, elle est conjointement responsable de la Grande exposition d'art annuelle de Berlin.
Après la mort de Hinnerk Scheper en 1957, Lou Scheper-Berkenkamp reprend ses activités dans le domaine de la conception des couleurs sur la scène architecturale berlinoise. Entre autres, elle participe à la conception des couleurs pour les intérieurs d'une maison pour enfants de Berlin, le dernier projet réalisé par l'architecte Otto Bartning, le Berlin Philharmonic Hall de Hans Scharoun, le Musée égyptien, divers bâtiments de Walter Gropius à Berlin Britz, Buckow, Rudow et le bâtiment de l' aéroport de Berlin-Tegel,.
Au moment de son décès, le 11 avril 1976 à Berlin, elle travaille encore sur les couleurs de la Bibliothèque d'État de Berlin de Scharoun.
Le Bauhaus Archiv à Berlin lui consacre une exposition en 2013 : « Phantastiken : die Bauhäuslerin Lou Scheper-Berkenkamp »
La tombe du couple Scheper se trouve au cimetière de Zehlendorf.
Lou Scheper-Berkenkamp laisse une œuvre très variée, comprenant non seulement la peinture et le dessin, mais aussi et surtout des livres pour enfants, des textes littéraires, des dessins et des costumes pour la scène Bauhaus d'Oskar Schlemmer et des combinaisons de couleurs pour l'architecture d'intérieur de nombreux bâtiments.

## Travaux

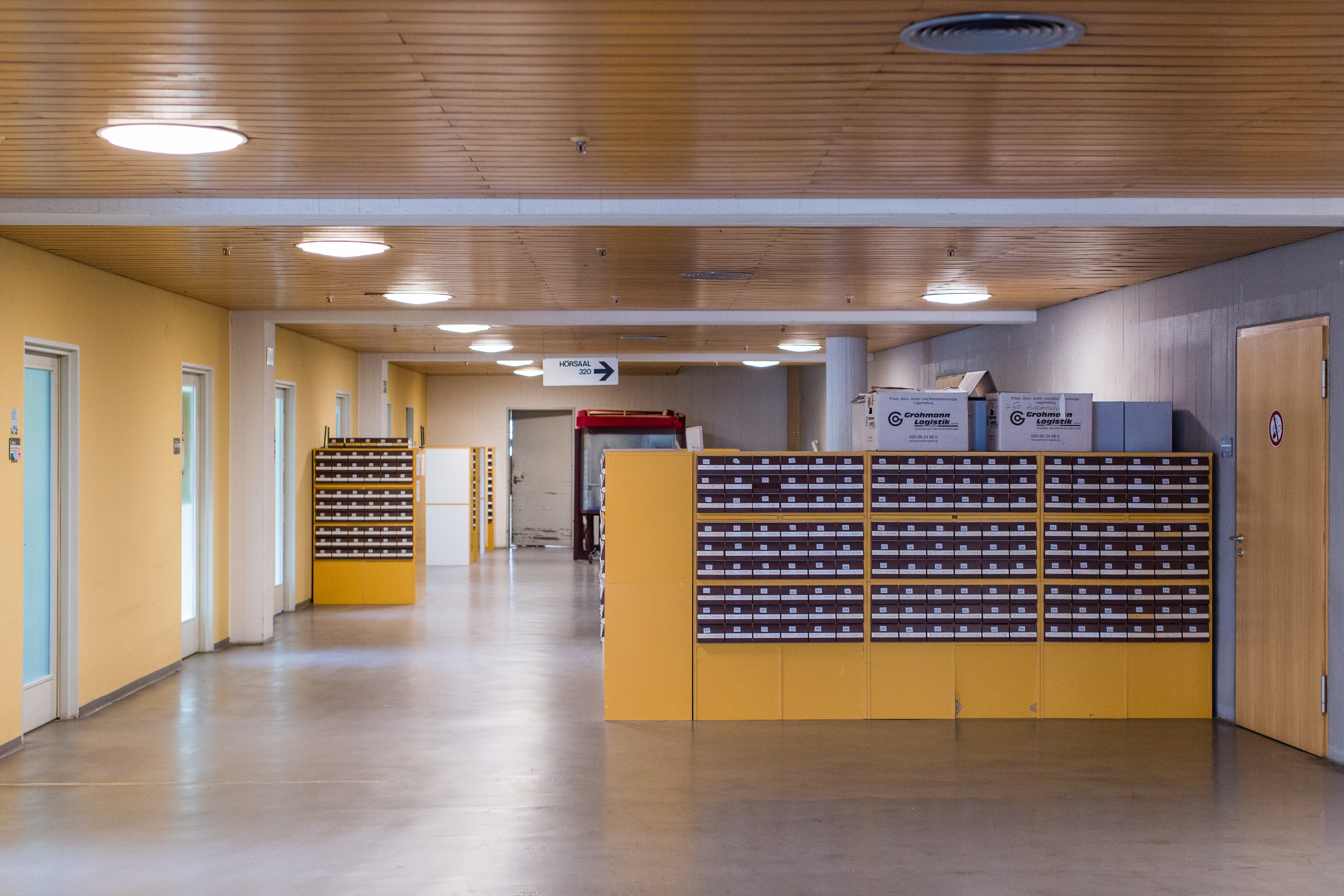
Bibliothèque d'État de Berlin, dernier ouvrage de Lou Scheper-Berkenkamp

## Œuvres littéraires
- Lou Scheper: miterlebt und mitgestaltet – vom bauhaus bis heute (Lou Scheper: témoin et actrice - du Bauhaus à aujourd'hui). Dans: I-PunktFARBE. Düsseldorf, 1964.
- Lou Scheper : Rückschau (Rétrospective) Dans Neumann, Eckhard (Ed.) : Bauhaus und Bauhäusler. Erinnerungen und Bekenntnisse (Bauhaus et bauhausiens. Souvenirs et confessions), Cologne: DuMont, 1985 (EA Bern, Stuttgart 1971).
- Lou Scheper-Berkenkamp, , Moissei Jakowlewitsch Ginsburg, Hinnerk Scheper, Johannes Cramer, Anke Zalivako - Das Narkomfin-Kommunehaus in Moskau (1928-2012) : Dom Narkomfina, das Haus des Volkskommissariates für Finanzen (La Maison communautaire Narkomfin à Moscou 1928-2012): Petersberg, Michael Imhof, 2013.
- Lou Scheper-Berkenkamp, Annemarie Jaeggi, Edzard Reuter, Dirk Scheper, Renate Scheper - Phantastiken : die Bauhäuslerin Lou Scheper-Berkenkamp (Fantastique : la Bauhaussienne Lou Scheper-Berkenkamp) : Bramsche, Rasch, 2012.
- Lou Scheper-Berkenkamp, M IA. Ginzbur, Hinnerk Scheper, Johannes Cramer, Anke Zalivako - Wege zur Bewahrung des architektonischen Erbes des 20. Jahrhunderts (Façons de préserver le patrimoine architectural du XXe siècle), Petersberg, Michael Imhof, 2013.
- Lou Scheper-Berkenkamp, Hinnerk Scheper, Morgan Ridler, Natasha Kurchanova - Architecture and color (architecture et couleur). Dans West 86th / The Bard Graduate Center for Studies in the Decorative Arts, Design and Culture. Volume 25, numéro 1, 2018, pp. 78-96

### Lettres illustrées
- Lou Scheper-Berkenkamp - Bilderbriefe : Bauhäuslerin Lou Scheper an Marie-Luise Betlheim : Weimar, Dessau, Berlin, 1922-1936 (Lettres illustrées de la Bauhaussienne Lou Scheper à Marie-Louise Betlheim : Weimar, Dessau, Berlin 1922-1936. Croate: Ilustrirana pisma : Baushausovka Lou Scheper za Marie-Luise Betlheim : Weimar, Dessau, Berlin 1922-193). Zagreb : UPI2M PLUS und Museum für zeitgenössische Kunst, 2015 [12].

### Livres illustrés publiés
- Knirps, ein ganz kleines Ding (Knirps, une toute petite chose) Ernst Wunderlich, 1948. Agrafé. Réimpression: Berlin: Archives Bauhaus 2012.
- Puppe Lenchen (Poupée Lenchen). Leipzig: Ernst Wunderlich , 1948. Réimpression: Berlin: Archives Bauhaus 2019.
- Tönnchen, Knöpfchen und andere (Tönnchen, Knöpfchen et d'autres) Leipzig, Ernst Wunderlich 1948.
- Die Geschichten von Jan und Jon und von ihrem Lotsenfisch (Les histoires de Jan et Jon et de leur poisson pilote) Munich, Süddeutsche Zeitung, 2018

### Manuscrits de livres pour enfants non publiés
- Bälkchen erzählt seine Geschichte 1948 (Bälkchen raconte ses histoires).
- Die ernsthafte Geschichte von den vertriebenen und wieder versöhnten Gestirnen (L'histoire sérieuse des étoiles déplacées et réconciliées). Pour les enfants de 8 à 14 ans et pour leurs parents, pour autant qu'ils ne soient pas encore trop grands. Autorisation d'impression du Conseil consultatif culturel pour l'édition d'avril 1948. éd. 20 000. 48 p.   29,7 × 21   cm (annoncé "En préparation").
- Die Löschblattkinder und ihr Hund (Les enfants buvards et leur chien), 1948.
- Blümchens Abenteuer, eine wunderliche Geschichte (Les aventures de Blümchen, une merveilleuse histoire). 1948.
- Die Geschichte vom eitlen kleinen Mädchen (L'histoire de la petite fille vaine), 1949.
- Sonderbare Reise eines kleinen Mädchens namens Tüttchen und eines namenlosen aber goldenen Kirchturmhahnes (Étrange voyage d'une petite fille nommée Tüttchen et d'une cloche d'église sans nom mais dorée), 1949.
- Karneval (Carnaval), 1949.
- Die Geschichte vom letzten Traum eines Kindes (L'histoire du dernier rêve d'un enfant), 1949.